# Hypognatha saut
Hypognatha saut Levi, 1996 è un ragno appartenente alla famiglia Araneidae.

## Etimologia
Il nome della specie deriva dalla località guyanense di rinvenimento degli esemplari: lago di Petit-Saut

## Caratteristiche
L'olotipo femminile rinvenuto ha dimensioni: cefalotorace lungo 1,42mm, largo 1,22mm; opistosoma lungo 2,7mm, largo 2,9mm.

## Distribuzione
La specie è stata reperita nella Guyana francese settentrionale: scuotendo con un ombrello la vegetazione del lago di Petit-Saut.

## Tassonomia
Al 2014 non sono note sottospecie e dal 1996 non sono stati esaminati nuovi esemplari.